# Socialdemokratiska vänstergruppen
Socialdemokratiska vänstergruppen var beteckningen på riksdagsgruppen för Sveriges socialdemokratiska vänsterparti (SSV), som bröt sig ur socialdemokraterna 1917. När majoriteten i SSV år 1921 anslöt sig till Kominterns teser och ombildade partiet till Sveriges kommunistiska parti (SKP) bytte riksdagsgruppen namn till kommunistiska partiets riksdagsgrupp, men en minoritet bröt sig ur och bildade ett nytt parti under det gamla namnet och med det tidigare, icke Kominterntrogna programmet. Detta senare parti återförenades med socialdemokraterna 1923.

## Arbetsutskottet
Socialdemokratiska vänstergruppen hade ett arbetsutskott.
Ordförande:
- Riksdagen 1917: Carl Lindhagen[2]
- Lagtima riksdagen 1918: Ivar Vennerström[1]
- Urtima riksdagen 1918: Ivar Vennerström[1]
- Lagtima riksdagen 1919: Fabian Månsson[3]
- Urtima riksdagen 1919: Fabian Månsson[3]
- Riksdagen 1920: Alfred Werner[4]
- Riksdagen 1921: Oscar Lövgren[5]
- Riksdagen 1922: Ivar Vennerström[1]
- Riksdagen 1923: Ernst Åström[6]

Vice ordförande:
- Riksdagen 1917: Ernst Hage[7]
- Lagtima riksdagen 1918: Ernst Hage[7]
- Urtima riksdagen 1918: Ernst Hage[7]
- Lagtima riksdagen 1919: Ivar Vennerström[1]
- Urtima riksdagen 1919: Ivar Vennerström[1]
- Riksdagen 1920: Oscar Lövgren[5]
- Riksdagen 1921: Carl Winberg[8]
- Riksdagen 1922: Ernst Hage[7]
- Riksdagen 1923: Ernst Hage[7]

Sekreterare:
- Riksdagarna 1922-1923: Elof Lindberg[9]

## Riksdagsledamöter (listan ej komplett)

### Ledamöter för Sveriges socialdemokratiska vänsterparti 1917-1921

#### Första kammaren
- Fredrik Ström (1917-1919)
- Carl Winberg (1919-1921)
- Carl Lindhagen (1919-1921)

#### Andra kammaren
- Sten Berglund (1918-1920)
- Johan Björling i Enskede (1917)
- Christian Ericson i Funäsdalen (1917-1921)
- Ernst Hage (1917-1921)
- Zeth Höglund (1917)
- Carl Oscar Johansson (1917-1921)
- Karl Johan Karlsson (1918-1920)
- Carl Lindhagen (1917)
- Oscar Lövgren (1918-1921)
- Fabian Månsson (1917-1921)
- Ivar Vennerström (1917-1921)
- Alfred Werner  (1918-1920)

### Ledamöter förSverges socialdemokratiska vänsterparti, 1922-1923

#### Första kammaren
- Carl Lindhagen (1923; 1922 betecknade han sig som en vänstersocialistisk vilde)
- Ernst Åström

#### Andra kammaren
- Ernst Hage
- Carl Oscar Johansson
- Elof Lindberg
- Oscar Lövgren
- Fabian Månsson
- Ivar Vennerström